# Liga Saesa 2024
La Liga Saesa 2024 fue la 24° edición de esta competición chilena de básquetbol. El campeonato contó con la participación de 21 equipos pertenecientes a las regiones de La Araucanía, Los Ríos y Los Lagos.
Al igual que temporadas anteriores, se jugaron 4 categorías diferentes, siendo las mismas, Sub-23, Sub-17, Sub-15 y Sub-13. Asimismo, se otorga la "Copa Saesa 2024" al club con mejor desempeño (Fase Zonal y PlayOffs) entre todas sus series.
Español de Osorno se coronó campeón en las series U13, U17 y U23. Por otro lado, CD Escolar Alemán de Puerto Varas se quedó con el título en la serie U15 y se adjudicó la "Copa Saesa 2024" al tener el mejor rendimiento global entre Fase Zonal y PlayOffs de la Liga Saesa 2024.

## Sistema de campeonato

### Fase grupal
Los 21 equipos se dividen en 3 zonas, en cada una se disputarán partidos todos contra todos a dos ruedas. Una vez culminada la fase de grupos clasifican 3 clubes de la Zona A, 3 clubes de la Zona B y 2 clubes de la Zona 3, dando así los 8 clubes que avanzan para disputar los play-off por el título en cada una de las categorías.

## Equipos participantes

### Ubicación
| \| Equipo \| Región \| Comuna o ciudad \| \| ------------------------------ \| --------- \| --------------- \| \| CD AB Temuco \| Araucanía \| Temuco \| \| CD Carahue \| Carahue \| \| \| CD Municipal Gorbea \| Gorbea \| \| \| CD Municipal Loncoche \| Loncoche \| \| \| CD Escuela Municipal Lautaro \| Lautaro \| \| \| Las Ánimas de Valdivia \| Los Ríos \| Valdivia \| \| CD Valdivia \| Los Ríos \| Valdivia \| \| CD Escuela Alemana Paillaco \| Los Ríos \| Paillaco \| \| CDB La Unión \| Los Ríos \| La Unión \| \| Español de Osorno \| Los Lagos \| Osorno \| \| CDSC Osorno \| Los Lagos \| Osorno \| \| CEB Purranque \| Los Lagos \| Purranque \| \| EMB Frutillar \| Los Lagos \| Frutillar \| \| CDSC Puerto Varas \| Los Lagos \| Puerto Varas \| \| CD Escolar Alemán Puerto Varas \| Los Lagos \| Puerto Varas \| \| CEB Puerto Montt \| Los Lagos \| Puerto Montt \| \| CSD Pumas Puerto Montt \| Los Lagos \| Puerto Montt \| \| ABA Ancud \| Los Lagos \| Ancud \| \| CSD Achao \| Los Lagos \| Achao \| \| Club Deportes Castro \| Los Lagos \| Castro \| \| CD San Francisco de Asís \| Los Lagos \| Castro \| |           |                 |
| Equipo | Región    | Comuna o ciudad |
| CD AB Temuco | Araucanía | Temuco          |
| CD Carahue | Carahue   |                 |
| CD Municipal Gorbea | Gorbea    |                 |
| CD Municipal Loncoche | Loncoche  |                 |
| CD Escuela Municipal Lautaro | Lautaro   |                 |
| Las Ánimas de Valdivia | Los Ríos  | Valdivia        |
| CD Valdivia | Los Ríos  | Valdivia        |
| CD Escuela Alemana Paillaco | Los Ríos  | Paillaco        |
| CDB La Unión | Los Ríos  | La Unión        |
| Español de Osorno | Los Lagos | Osorno          |
| CDSC Osorno | Los Lagos | Osorno          |
| CEB Purranque | Los Lagos | Purranque       |
| EMB Frutillar | Los Lagos | Frutillar       |
| CDSC Puerto Varas | Los Lagos | Puerto Varas    |
| CD Escolar Alemán Puerto Varas | Los Lagos | Puerto Varas    |
| CEB Puerto Montt | Los Lagos | Puerto Montt    |
| CSD Pumas Puerto Montt | Los Lagos | Puerto Montt    |
| ABA Ancud | Los Lagos | Ancud           |
| CSD Achao | Los Lagos | Achao           |
| Club Deportes Castro | Los Lagos | Castro          |
| CD San Francisco de Asís | Los Lagos | Castro          |

## Fase Zonal U23
Fuente:.

### Zona A
| Pos | Equipo            | PTOS | PJ | PG | PP | AF  | EC  | DIF  |
| --- | ----------------- | ---- | -- | -- | -- | --- | --- | ---- |
| 1.  | CD Valdivia       | 22   | 12 | 10 | 2  | 932 | 748 | 184  |
| 2.  | CDSC Osorno       | 20   | 12 | 8  | 4  | 887 | 825 | 62   |
| 3.  | CDSC Puerto Varas | 19   | 12 | 7  | 5  | 881 | 844 | 37   |
| 4.  | CDSC Achao        | 18   | 12 | 6  | 6  | 860 | 929 | -69  |
| 5.  | CD AB Temuco      | 18   | 12 | 6  | 6  | 897 | 905 | -8   |
| 6.  | ABA Ancud         | 15   | 12 | 3  | 9  | 852 | 954 | -102 |
| 7.  | CEB Puerto Montt  | 14   | 12 | 2  | 10 | 793 | 897 | -104 |

### Zona B
| Pos | Equipo             | PTOS | PJ | PG | PP | AF  | EC   | DIF  |
| --- | ------------------ | ---- | -- | -- | -- | --- | ---- | ---- |
| 1.  | CD Español Osorno  | 23   | 12 | 11 | 1  | 978 | 813  | 165  |
| 2.  | Alemán Pto. Varas  | 20   | 12 | 8  | 4  | 898 | 824  | 74   |
| 3.  | Pumas Puerto Montt | 20   | 12 | 8  | 4  | 869 | 819  | 50   |
| 4.  | CD Las Ánimas      | 18   | 12 | 6  | 6  | 824 | 831  | -7   |
| 5.  | Municipal Gorbea   | 17   | 12 | 5  | 7  | 880 | 874  | 6    |
| 6.  | CD Castro          | 16   | 12 | 4  | 8  | 923 | 918  | 5    |
| 7.  | San Francisco Asis | 12   | 12 | 0  | 12 | 733 | 1026 | -293 |

### Zona C
| Pos | Equipo               | PTOS | PJ | PG | PP | AF  | EC  | DIF  |
| --- | -------------------- | ---- | -- | -- | -- | --- | --- | ---- |
| 1.  | E. Alemana Paillaco  | 22   | 12 | 10 | 2  | 953 | 818 | 135  |
| 2.  | CDB La Unión         | 20   | 12 | 8  | 4  | 856 | 792 | 64   |
| 3.  | CD Carahue           | 20   | 12 | 8  | 4  | 856 | 806 | 50   |
| 4.  | E. Municipal Lautaro | 18   | 12 | 6  | 6  | 869 | 819 | 50   |
| 5.  | Municipal Loncoche   | 18   | 12 | 6  | 6  | 834 | 811 | 23   |
| 6.  | CDSC Frutillar       | 14   | 12 | 3  | 9  | 722 | 850 | -128 |
| 7.  | CEB Purranque        | 13   | 12 | 1  | 11 | 703 | 897 | -194 |

     Avanza a play-offs.

### Zona A
| CD Valdivia           | 56-48 | CDSC Pto. Varas | Asoc. del Básquetbol | 13 de abril | 20:00 |
| AB Temuco             | 80-59 | CDSC Osorno     | Costanera del Cautín | 13 de abril | 20:00 |
| CDSC Achao            | 67-66 | ABA Ancud       | Fiscal de Achao      | 13 de abril | 20:00 |
| Libre: CEB Pto. Montt |       |                 |                      |             |       |

| ABA Ancud              | 73-75  | CD Valdivia | Fiscal de Ancud     | 20 de abril | 20:00 |
| CDSC Osorno            | 102-76 | CDSC Achao  | Fiscal de Río Negro | 20 de abril | 20:00 |
| CEB Puerto Montt       | 59-78  | AB Temuco   | Mario Marchant      | 20 de abril | 17:30 |
| Libre: CDSC Pto. Varas |        |             |                     |             |       |

| CD Valdivia      | 51-71 | CDSC Osorno    | Asoc. del Básquetbol   | 27 de abril | 20:00 |
| CDSC Achao       | 77-56 | CEB Pto. Montt | Fiscal de Achao        | 27 de abril | 20:00 |
| CDSC Pto. Varas  | 62-74 | CD ABA Ancud   | Fiscal de Puerto Varas | 27 de abril | 17:30 |
| Libre: AB Temuco |       |                |                        |             |       |

| CDSC Osorno         | 89-64 | CDSC Pto. Varas | María Gallardo       | 4 de mayo | 20:00 |
| CEB Puerto Montt    | 54-83 | CD Valdivia     | Mario Marchant       | 4 de mayo | 20:00 |
| AB Temuco           | 68-83 | CDSC Achao      | Costanera del Cautín | 4 de mayo | 20:00 |
| Libre: CD ABA Ancud |       |                 |                      |           |       |

| ABA Ancud         | 77-84 | CDSC Osorno      | Fiscal de Ancud        | 11 de mayo | 20:00 |
| CDSC Pto. Varas   | 79-68 | CEB Puerto Montt | Fiscal de Puerto Varas | 11 de mayo | 17:00 |
| CD Valdivia       | 85-63 | AB Temuco        | Asoc. del Básquetbol   | 12 de mayo | 18:00 |
| Libre: CDSC Achao |       |                  |                        |            |       |

| CDSC Achao         | 48-81 | CD Valdivia     | Fiscal de Achao   | 18 de mayo | 20:00 |
| AB Temuco          | 76-63 | CDSC Pto. Varas | Pedro de Valdivia | 18 de mayo | 20:00 |
| CEB Puerto Montt   | 82-86 | ABA Ancud       | Mario Marchant    | 19 de mayo | 18:00 |
| Libre: CDSC Osorno |       |                 |                   |            |       |

| ABA Ancud          | 69-70 | AB Temuco        | Polivalente            | 25 de mayo | 17:00 |
| CDSC Pto. Varas    | 72-73 | CDSC Achao       | Fiscal de Puerto Varas | 25 de mayo | 20:00 |
| CDSC Osorno        | 71-65 | CEB Puerto Montt | CD Español             | 26 de mayo | 18:00 |
| Libre: CD Valdivia |       |                  |                        |            |       |

| CDSC Pto. Varas         | 87-83 | CD Valdivia | Fiscal de Puerto Varas | 1 de junio | 20:00 |
| CDSC Osorno             | 97-62 | AB Temuco   | María Gallardo         | 1 de junio | 20:00 |
| ABA Ancud               | 91-90 | CDSC Achao  | Fiscal de Ancud        | 1 de junio | 20:00 |
| Libre: CEB Puerto Montt |       |             |                        |            |       |

| AB Temuco              | 73-71  | CEB Puerto Montt | Costanera del Cautín | 8 de junio | 20:00 |
| CDSC Achao             | 64-62  | CDSC Osorno      | Fiscal de Achao      | 8 de junio | 20:00 |
| CD Valdivia            | 101-53 | ABA Ancud        | Asoc. del Básquetbol | 9 de junio | 18:00 |
| Libre: CDSC Pto. Varas |        |                  |                      |            |       |

| ABA Ancud        | 67-78 | CDSC Pto. Varas | Polivalente    | 15 de junio | 16:00 |
| CDSC Osorno      | 47-91 | CD Valdivia     | María Gallardo | 15 de junio | 20:00 |
| CEB Puerto Montt | 80-78 | CDSC Achao      | Mario Marchant | 15 de junio | 20:00 |
| Libre: AB Temuco |       |                 |                |             |       |

| CD Valdivia      | 80-74 | CEB Puerto Montt | Asoc. del Básquetbol   | 22 de junio | 20:00 |
| CDSC Achao       | 85-78 | AB Temuco        | Fiscal de Achao        | 22 de junio | 20:00 |
| CDSC Pto. Varas  | 87-64 | CDSC Osorno      | Fiscal de Puerto Varas | 23 de junio | 18:00 |
| Libre: ABA Ancud |       |                  |                        |             |       |

| CDSC Osorno       | 75-70 | ABA Ancud       | María Gallardo       | 29 de junio | 20:00 |
| CEB Puerto Montt  | 61-68 | CDSC Pto. Varas | Mario Marchant       | 29 de junio | 18:00 |
| AB Temuco         | 70-78 | CD Valdivia     | Costanera del Cautín | 30 de junio | 19:00 |
| Libre: CDSC Achao |       |                 |                      |             |       |

| CDSC Pto. Varas    | 88-74 | AB Temuco        | Fiscal de Puerto Varas | 6 de julio | 18:00 |
| ABA Ancud          | 58-65 | CEB Puerto Montt | Fiscal de Ancud        | 6 de julio | 20:00 |
| CD Valdivia        | 88-60 | CDSC Achao       | Asoc. del Básquetbol   | 6 de julio | 20:00 |
| Libre: CDSC Osorno |       |                  |                        |            |       |

| CEB Puerto Montt   | 58-66  | CDSC Osorno     | Mario Marchant       | 13 de julio | 20:00 |
| AB Temuco          | 105-68 | ABA Ancud       | Costanera del Cautín | 13 de julio | 20:00 |
| CDSC Achao         | 59-85  | CDSC Pto. Varas | Fiscal de Achao      | 13 de julio | 20:00 |
| Libre: CD Valdivia |        |                 |                      |             |       |

### Zona B
| CD Castro                | 66-67 | Las Ánimas            | Municipal de Castro | 13 de abril | 20:00 |
| Municipal Gorbea         | 87-62 | San Francisco de Asís | Municipal de Gorbea | 13 de abril | 20:00 |
| CD Español Osorno        | 75-56 | Pumas Puerto Montt    | CD Español          | 14 de abril | 19:00 |
| Libre: Alemán Pto. Varas |       |                       |                     |             |       |

| Alemán Pto. Varas         | 91-75 | CD Castro        | Fiscal de Puerto Varas | 20 de abril | 20:00 |
| San Francisco de Asís     | 66-93 | CD Español       | Polideportivo          | 20 de abril | 20:00 |
| Las Ánimas                | 51-70 | Municipal Gorbea | CD Las Ánimas          | 21 de abril | 19:00 |
| Libre: Pumas Puerto Montt |       |                  |                        |             |       |

| CD Español         | 76-71 | Las Ánimas            | CD Español          | 27 de abril | 20:00 |
| Pumas Puerto Montt | 79-74 | San Francisco de Asis | Mario Marchant      | 27 de abril | 17:30 |
| Municipal Gorbea   | 72-77 | Alemán Pto. Varas     | Municipal de Gorbea | 28 de abril | 19:00 |
| Libre: CD Castro   |       |                       |                     |             |       |

| Las Ánimas                   | 59-52 | Pumas Puerto Montt | CD Las Ánimas          | 1 de mayo | 18:00 |
| Alemán Pto. Varas            | 64-72 | CD Español         | Fiscal de Puerto Varas | 4 de mayo | 20:00 |
| CD Castro                    | 82-91 | Municipal Gorbea   | Polideportivo          | 4 de mayo | 18:00 |
| Libre: San Francisco de Asis |       |                    |                        |           |       |

| San Francisco de Asis   | 63-70 | Las Ánimas        | Polideportivo  | 11 de mayo | 20:00 |
| Pumas Puerto Montt      | 72-65 | Alemán Pto. Varas | Mario Marchant | 11 de mayo | 16:00 |
| CD Español              | 92-72 | CD Castro         | CD Español     | 11 de mayo | 20:00 |
| Libre: Municipal Gorbea |       |                   |                |            |       |

| Alemán Pto. Varas | 84-59 | San Francisco de Asis | Fiscal de Puerto Varas | 18 de mayo | 16:30 |
| CD Castro         | 62-86 | Pumas Puerto Montt    | Municipal de Castro    | 18 de mayo | 20:00 |
| Municipal Gorbea  | 65-73 | CD Español            | Municipal de Gorbea    | 18 de mayo | 20:00 |
| Libre: Las Ánimas |       |                       |                        |            |       |

| Las Ánimas            | 77-96 | Alemán Pto. Varas  | CD Las Ánimas       | 25 de mayo | 20:00 |
| Municipal Gorbea      | 78-82 | Pumas Puerto Montt | Municipal de Gorbea | 25 de mayo | 20:00 |
| San Francisco de Asis | 51-85 | CD Castro          | Municipal de Castro | 25 de mayo | 20:00 |
| Libre: CD Español     |       |                    |                     |            |       |

| Las Ánimas               | 75-83 | CD Castro        | CD Las Ánimas         | 1 de junio | 17:00 |
| San Francisco de Asis    | 67-72 | Municipal Gorbea | Municipal de Castro   | 1 de junio | 18:00 |
| Pumas Puerto Montt       | 78-83 | CD Español       | Colegio San F. Javier | 2 de junio | 19:00 |
| Libre: Alemán Pto. Varas |       |                  |                       |            |       |

| CD Español                | 103-56 | San Francisco de Asis | CD Español          | 8 de junio | 20:00 |
| CD Castro                 | 75-58  | Alemán Pto. Varas     | Municipal de Castro | 8 de junio | 20:00 |
| Municipal Gorbea          | 72-83  | Las Ánimas            | Municipal de Gorbea | 8 de junio | 20:00 |
| Libre: Pumas Puerto Montt |        |                       |                     |            |       |

| San Francisco de Asis | 49-107 | Pumas Puerto Montt | Municipal de Castro    | 15 de junio | 20:00 |
| Las Ánimas            | 81-72  | CD Español         | CD Las Ánimas          | 15 de junio | 20:00 |
| Alemán Pto. Varas     | 80-69  | Municipal Gorbea   | Fiscal de Puerto Varas | 15 de junio | 20:00 |
| Libre: CD Castro      |        |                    |                        |             |       |

| Municipal Gorbea             | 75-72 | CD Castro         | Municipal de Gorbea | 22 de junio | 18:00 |
| Pumas Puerto Montt           | 62-61 | Las Ánimas        | Mario Marchant      | 22 de junio | 20:00 |
| CD Español                   | 73-52 | Alemán Pto. Varas | CD Español          | 22 de junio | 21:00 |
| Libre: San Francisco de Asis |       |                   |                     |             |       |

| Las Ánimas              | 69-50 | San Francisco de Asis | CD Las Ánimas          | 29 de junio | 20:00 |
| Alemán Pto. Varas       | 78-46 | Pumas Puerto Montt    | Fiscal de Puerto Varas | 29 de junio | 20:00 |
| CD Castro               | 85-91 | CD Español            | Municipal de Castro    | 3 de julio  | 19:00 |
| Libre: Municipal Gorbea |       |                       |                        |             |       |

| San Francisco de Asis | 74-84 | Alemán Pto. Varas | Municipal de Castro | 6 de julio | 20:00 |
| Pumas Puerto Montt    | 79-73 | CD Castro         | Mario Marchant      | 6 de julio | 20:00 |
| CD Español            | 75-67 | Municipal Gorbea  | CD Español          | 6 de julio | 20:00 |
| Libre: CD Las Ánimas  |       |                   |                     |            |       |

| Alemán Pto. Varas  | 69-60 | CD Las Ánimas         | Fiscal de Puerto Varas | 30 de junio | 18:00 |
| CD Castro          | 93-62 | San Francisco de Asis | Municipal de Castro    | 13 de julio | 20:00 |
| Pumas Puerto Montt | 70-62 | Municipal Gorbea      | Mario Marchant         | 14 de julio | 18:00 |
| Libre: CD Español  |       |                       |                        |             |       |

### Zona C
| CDB La Unión            | 59-77 | Municipal Lautaro  | La Unión     | 13 de abril | 20:00 |
| CD Carahue              | 57-72 | Municipal Loncoche | Olimpo       | 13 de abril | 20:00 |
| CEB Purranque           | 66-58 | CDSC Frutillar     | Mario Torres | 14 de abril | 19:00 |
| Libre: Alemana Paillaco |       |                    |              |             |       |

| Alemana Paillaco         | 65-67 | CD Carahue     | Municipal de Paillaco  | 20 de abril | 20:00 |
| Municipal Loncoche       | 76-58 | CDSC Frutillar | Polideportivo de Pucón | 20 de abril | 20:00 |
| CEB Purranque            | 63-70 | La Unión       | Mario Torres           | 21 de abril | 19:00 |
| Libre: Municipal Lautaro |       |                |                        |             |       |

| Municipal Lautaro | 92-49 | CEB Purranque      | Hugo Fernández        | 27 de abril | 20:00 |
| La Unión          | 47-77 | Municipal Loncoche | La Unión              | 27 de abril | 20:00 |
| Alemana Paillaco  | 84-54 | CDSC Frutillar     | Municipal de Paillaco | 28 de abril | 16:30 |
| Libre: CD Carahue |       |                    |                       |             |       |

| Municipal Loncoche   | 66-62 | Municipal Lautaro | Salvadores Salví      | 4 de mayo | 20:00 |
| CD Carahue           | 83-72 | CDSC Frutillar    | Olimpo                | 4 de mayo | 20:00 |
| Alemana Paillaco     | 65-64 | La Unión          | Municipal de Paillaco | 5 de mayo | 19:00 |
| Libre: CEB Purranque |       |                   |                       |           |       |

| CEB Purranque         | 54-69 | Municipal Loncoche | Mario Torres   | 11 de mayo | 20:00 |
| Municipal Lautaro     | 71-77 | Alemana Paillaco   | Hugo Fernández | 11 de mayo | 20:00 |
| CDB La Unión          | 67-62 | CD Carahue         | La Unión       | 11 de mayo | 20:00 |
| Libre: CDSC Frutillar |       |                    |                |            |       |

| Alemana Paillaco          | 101-67 | CEB Purranque     | Municipal de Paillaco | 18 de mayo | 20:00 |
| CD Carahue                | 84-76  | Municipal Lautaro | Olimpo                | 19 de mayo | 19:00 |
| CDSC Frutillar            | 70-97  | CDB La Unión      | Fiscal de Río Negro   | 19 de mayo | 18:00 |
| Libre: Municipal Loncoche |        |                   |                       |            |       |

| Municipal Lautaro   | 85-66 | CDSC Frutillar   | Hugo Fernández   | 25 de mayo | 20:00 |
| Municipal Loncoche  | 83-92 | Alemana Paillaco | Salvadores Salví | 25 de mayo | 20:00 |
| CEB Purranque       | 53-64 | CD Carahue       | Mario Torres     | 25 de mayo | 20:00 |
| Libre: CDB La Unión |       |                  |                  |            |       |

| Municipal Lautaro       | 55-62 | CDB La Unión  | Hugo Fernández      | 1 de junio | 20:00 |
| Municipal Loncoche      | 71-72 | CD Carahue    | Salvadores Salví    | 2 de junio | 18:00 |
| CDSC Frutillar          | 78-61 | CEB Purranque | Fiscal de Río Negro | 2 de junio | 18:00 |
| Libre: Alemana Paillaco |       |               |                     |            |       |

| CD Carahue               | 64-75 | Alemana Paillaco   | Olimpo       | 8 de junio | 20:00 |
| CDSC Frutillar           | 70-56 | Municipal Loncoche | Mario Torres | 8 de junio | 20:00 |
| CDB La Unión             | 75-55 | CEB Purranque      | La Unión     | 9 de junio | 19:00 |
| Libre: Municipal Lautaro |       |                    |              |            |       |

| CEB Purranque      | 80-91 | Municipal Lautaro | Fiscal de Río Negro | 15 de junio | 20:00 |
| CDSC Frutillar     | 70-76 | Alemana Paillaco  | Fiscal de Río Negro | 16 de junio | 18:00 |
| Municipal Loncoche | 64-72 | CDB La Unión      | Salvadores Salví    | 16 de junio | 18:00 |
| Libre: CD Carahue  |       |                   |                     |             |       |

| Municipal Lautaro    | 80-73 | Municipal Loncoche | Hugo Fernández      | 22 de junio | 20:00 |
| CDB La Unión         | 81-69 | Alemana Paillaco   | La Unión            | 23 de junio | 19:00 |
| CDSC Frutillar       | 53-64 | CD Carahue         | Fiscal de Río Negro | 23 de junio | 17:00 |
| Libre: CEB Purranque |       |                    |                     |             |       |

| Alemana Paillaco      | 78-63 | Municipal Lautaro | Municipal de Paillaco | 29 de junio | 17:00 |
| CD Carahue            | 78-63 | CDB La Unión      | Olimpo                | 29 de junio | 20:00 |
| Municipal Loncoche    | 64-59 | CEB Purranque     | Salvadores Salví      | 30 de junio | 19:00 |
| Libre: CDSC Frutillar |       |                   |                       |             |       |

| Municipal Lautaro         | 60-54 | CD Carahue       | Hugo Fernández     | 6 de julio | 20:00 |
| CDB La Unión              | 91-60 | CDSC Frutillar   | Fiscal de La Unión | 6 de julio | 20:00 |
| CEB Purranque             | 71-83 | Alemana Paillaco | Mario Torres       | 7 de julio | 19:00 |
| Libre: Municipal Loncoche |       |                  |                    |            |       |

| Alemana Paillaco    | 88-63  | Municipal Loncoche | Municipal de Paillaco | 13 de julio | 20:00 |
| CD Carahue          | 110-71 | CEB Purranque      | Olimpo                | 13 de julio | 20:00 |
| CDSC Frutillar      | 71-57  | Municipal Lautaro  | Fiscal de Frutillar   | 13 de julio | 20:00 |
| Libre: CDB La Unión |        |                    |                       |             |       |

### Play-offs U23
|  | Cuartos de final | Cuartos de final    | Cuartos de final |                   |    | Semifinales       | Semifinales | Semifinales |  |    | Final             | Final | Final |  |
|  |                  |                     |                  |                   |    |                   |             |             |  |    |                   |       |       |  |
|  |                  |                     |                  |                   |    |                   |             |             |  |    |                   |       |       |  |
|  | 1B               | Español de Osorno   | 2                |                   |    |                   |             |             |  |    |                   |       |       |  |
|  | 1B               | Español de Osorno   | 2                |                   |    |                   |             |             |  |    |                   |       |       |  |
|  | 2C               | CDB La Unión        | 0                |                   |    |                   |             |             |  |    |                   |       |       |  |
|  | 2C               | CDB La Unión        | 0                |                   | 1B | Español de Osorno | 2           |             |  |    |                   |       |       |  |
|  |                  |                     |                  |                   | 1B | Español de Osorno | 2           |             |  |    |                   |       |       |  |
|  |                  |                     | 2A               | CDSC Osorno       | 0  |                   |             |             |  |    |                   |       |       |  |
|  | 3B               | Pumas Puerto Montt  | 2A               | CDSC Osorno       | 0  | 0                 |             |             |  |    |                   |       |       |  |
|  | 3B               | Pumas Puerto Montt  |                  |                   |    |                   |             |             |  |    |                   |       |       |  |
|  | 2A               | CDSC Osorno         | 2                |                   |    |                   |             |             |  |    |                   |       |       |  |
|  | 2A               | CDSC Osorno         | 2                |                   |    |                   |             |             |  | 1B | Español de Osorno | 2     |       |  |
|  |                  |                     |                  |                   |    |                   |             |             |  | 1B | Español de Osorno | 2     |       |  |
|  |                  |                     | 1A               | CD Valdivia       | 0  |                   |             |             |  |    |                   |       |       |  |
|  | 1A               | CD Valdivia         | 1A               | CD Valdivia       | 0  | 2                 |             |             |  |    |                   |       |       |  |
|  | 1A               | CD Valdivia         |                  |                   |    |                   |             |             |  |    |                   |       |       |  |
|  | 1C               | Alemana Paillaco    | 0                |                   |    |                   |             |             |  |    |                   |       |       |  |
|  | 1C               | Alemana Paillaco    | 0                |                   | 1A | CD Valdivia       | 2           |             |  |    |                   |       |       |  |
|  |                  |                     |                  |                   | 1A | CD Valdivia       | 2           |             |  |    |                   |       |       |  |
|  |                  |                     | 3A               | CDSC Puerto Varas | 0  |                   |             |             |  |    |                   |       |       |  |
|  | 3A               | CDSC Puerto Varas   | 3A               | CDSC Puerto Varas | 0  | 2                 |             |             |  |    |                   |       |       |  |
|  | 3A               | CDSC Puerto Varas   |                  |                   |    |                   |             |             |  |    |                   |       |       |  |
|  | 2B               | Alemán Puerto Varas | 1                |                   |    |                   |             |             |  |    |                   |       |       |  |
|  | 2B               | Alemán Puerto Varas | 1                |                   |    |                   |             |             |  |    |                   |       |       |  |
|  |                  |                     |                  |                   |    |                   |             |             |  |    |                   |       |       |  |

### Campeón U23
|                               |
| Español de Osorno 4.to título |
|                               |

## Fase Zonal U17

### Zona A
| Pos | Equipo            | PTOS | PJ | PG | PP | AF   | EC  | DIF  |
| --- | ----------------- | ---- | -- | -- | -- | ---- | --- | ---- |
| 1.  | CD Valdivia       | 22   | 12 | 10 | 2  | 1053 | 682 | 371  |
| 2.  | CDSC Puerto Varas | 22   | 12 | 10 | 2  | 936  | 669 | 267  |
| 3.  | CDSC Osorno       | 21   | 12 | 9  | 3  | 875  | 702 | 173  |
| 4.  | CEB Puerto Montt  | 18   | 12 | 6  | 6  | 722  | 865 | -143 |
| 5.  | CD ABA Ancud      | 17   | 12 | 5  | 7  | 702  | 651 | 51   |
| 6.  | CD AB Temuco      | 14   | 12 | 2  | 10 | 626  | 855 | -229 |
| 7.  | CDSC Achao        | 12   | 12 | 0  | 12 | 483  | 973 | -490 |

### Zona B
| Pos | Equipo                | PTOS | PJ | PG | PP | AF  | EC   | DIF  |
| --- | --------------------- | ---- | -- | -- | -- | --- | ---- | ---- |
| 1.  | Alemán Puerto Varas   | 22   | 12 | 10 | 2  | 914 | 670  | 244  |
| 2.  | CD Español Osorno     | 22   | 12 | 10 | 2  | 898 | 697  | 201  |
| 3.  | CD Castro             | 20   | 12 | 8  | 4  | 880 | 678  | 202  |
| 4.  | CD Las Ánimas         | 20   | 12 | 8  | 4  | 942 | 698  | 244  |
| 5.  | CSD Pumas Pto Montt   | 15   | 12 | 3  | 9  | 633 | 876  | -243 |
| 6.  | CD Municipal Gorbea   | 14   | 12 | 2  | 10 | 604 | 909  | -305 |
| 7.  | San Francisco de Asís | 13   | 12 | 1  | 11 | 659 | 1002 | -343 |

### Zona C
| Pos | Equipo                | PTOS | PJ | PG | PP | AF  | EC  | DIF  |
| --- | --------------------- | ---- | -- | -- | -- | --- | --- | ---- |
| 1.  | CD Carahue            | 23   | 12 | 11 | 1  | 951 | 673 | 278  |
| 2.  | EMB Frutillar         | 21   | 12 | 9  | 3  | 840 | 760 | 80   |
| 3.  | CDB La Unión          | 20   | 12 | 8  | 4  | 918 | 746 | 172  |
| 4.  | Esc. Alemana Paillaco | 18   | 12 | 6  | 6  | 762 | 793 | -31  |
| 5.  | Esc. Mun. Lautaro     | 17   | 12 | 5  | 7  | 757 | 773 | -16  |
| 6.  | CD Mun. Loncoche      | 14   | 12 | 2  | 10 | 641 | 760 | -119 |
| 7.  | CEB Purranque         | 13   | 12 | 1  | 11 | 601 | 965 | -364 |

     Avanza a play-offs.

### Play-offs U17
|  | Cuartos de final | Cuartos de final    | Cuartos de final |                     |    | Semifinales       | Semifinales | Semifinales |  |    | Final             | Final | Final |  |
|  |                  |                     |                  |                     |    |                   |             |             |  |    |                   |       |       |  |
|  |                  |                     |                  |                     |    |                   |             |             |  |    |                   |       |       |  |
|  | 1A               | CD Valdivia         | 2                |                     |    |                   |             |             |  |    |                   |       |       |  |
|  | 1A               | CD Valdivia         | 2                |                     |    |                   |             |             |  |    |                   |       |       |  |
|  | 2C               | EMB Frutillar       | 0                |                     |    |                   |             |             |  |    |                   |       |       |  |
|  | 2C               | EMB Frutillar       | 0                |                     | 1A | CD Valdivia       | 0           |             |  |    |                   |       |       |  |
|  |                  |                     |                  |                     | 1A | CD Valdivia       | 0           |             |  |    |                   |       |       |  |
|  |                  |                     | 2B               | Español de Osorno   | 2  |                   |             |             |  |    |                   |       |       |  |
|  | 2B               | Español de Osorno   | 2B               | Español de Osorno   | 2  | 2                 |             |             |  |    |                   |       |       |  |
|  | 2B               | Español de Osorno   |                  |                     |    |                   |             |             |  |    |                   |       |       |  |
|  | 3A               | CDSC Osorno         | 0                |                     |    |                   |             |             |  |    |                   |       |       |  |
|  | 3A               | CDSC Osorno         | 0                |                     |    |                   |             |             |  | 2B | Español de Osorno | 2     |       |  |
|  |                  |                     |                  |                     |    |                   |             |             |  | 2B | Español de Osorno | 2     |       |  |
|  |                  |                     | 1B               | Alemán Puerto Varas | 0  |                   |             |             |  |    |                   |       |       |  |
|  | 2A               | CDSC Puerto Varas   | 1B               | Alemán Puerto Varas | 0  | 2                 |             |             |  |    |                   |       |       |  |
|  | 2A               | CDSC Puerto Varas   |                  |                     |    |                   |             |             |  |    |                   |       |       |  |
|  | 1C               | CD Carahue          | 0                |                     |    |                   |             |             |  |    |                   |       |       |  |
|  | 1C               | CD Carahue          | 0                |                     | 2A | CDSC Puerto Varas | 0           |             |  |    |                   |       |       |  |
|  |                  |                     |                  |                     | 2A | CDSC Puerto Varas | 0           |             |  |    |                   |       |       |  |
|  |                  |                     | 1B               | Alemán Puerto Varas | 2  |                   |             |             |  |    |                   |       |       |  |
|  | 1B               | Alemán Puerto Varas | 1B               | Alemán Puerto Varas | 2  | 2                 |             |             |  |    |                   |       |       |  |
|  | 1B               | Alemán Puerto Varas |                  |                     |    |                   |             |             |  |    |                   |       |       |  |
|  | 3B               | CD Castro           | 1                |                     |    |                   |             |             |  |    |                   |       |       |  |
|  | 3B               | CD Castro           | 1                |                     |    |                   |             |             |  |    |                   |       |       |  |
|  |                  |                     |                  |                     |    |                   |             |             |  |    |                   |       |       |  |

### Campeón U17
|                               |
| Español de Osorno 2.do título |
|                               |

## Fase Zonal U15

### Zona A
| Pos | Equipo            | PTOS | PJ | PG | PP | AF  | EC   | DIF  |
| --- | ----------------- | ---- | -- | -- | -- | --- | ---- | ---- |
| 1.  | CDSC Puerto Varas | 23   | 12 | 11 | 1  | 888 | 656  | 232  |
| 2.  | CDSC Osorno       | 21   | 12 | 9  | 3  | 865 | 698  | 167  |
| 3.  | CD Valdivia       | 19   | 12 | 7  | 5  | 790 | 660  | 130  |
| 4.  | CD AB Temuco      | 17   | 12 | 5  | 7  | 657 | 682  | -25  |
| 5.  | CEB Puerto Montt  | 17   | 12 | 5  | 7  | 705 | 681  | 24   |
| 6.  | CD ABA Ancud      | 17   | 12 | 5  | 7  | 755 | 698  | 57   |
| 7.  | CDSC Achao        | 12   | 12 | 0  | 12 | 450 | 1035 | -585 |

### Zona B
| Pos | Equipo                | PTOS | PJ | PG | PP | AF  | EC  | DIF  |
| --- | --------------------- | ---- | -- | -- | -- | --- | --- | ---- |
| 1.  | Alemán Puerto Varas   | 23   | 12 | 11 | 1  | 886 | 682 | 204  |
| 2.  | CD Las Ánimas         | 21   | 12 | 9  | 3  | 704 | 602 | 102  |
| 3.  | CSD Pumas Pto Montt   | 20   | 12 | 8  | 4  | 692 | 655 | 37   |
| 4.  | CD Español Osorno     | 19   | 12 | 7  | 5  | 752 | 694 | 58   |
| 5.  | San Francisco de Asís | 17   | 12 | 5  | 7  | 646 | 762 | -116 |
| 6.  | CD Castro             | 13   | 12 | 1  | 11 | 606 | 756 | -150 |
| 7.  | CD Municipal Gorbea   | 13   | 12 | 1  | 11 | 601 | 736 | -135 |

### Zona C
| Pos | Equipo                | PTOS | PJ | PG | PP | AF   | EC  | DIF  |
| --- | --------------------- | ---- | -- | -- | -- | ---- | --- | ---- |
| 1.  | EMB Frutillar         | 24   | 12 | 12 | 0  | 1075 | 655 | 420  |
| 2.  | CD Mun. Loncoche      | 21   | 12 | 9  | 3  | 839  | 682 | 157  |
| 3.  | Esc. Mun. Lautaro     | 21   | 12 | 9  | 3  | 884  | 761 | 123  |
| 4.  | CD Carahue            | 17   | 12 | 5  | 7  | 736  | 784 | -48  |
| 5.  | CDB La Unión          | 17   | 12 | 5  | 7  | 877  | 763 | 114  |
| 6.  | CEB Purranque         | 13   | 12 | 1  | 11 | 609  | 929 | -320 |
| 7.  | Esc. Alemana Paillaco | 13   | 12 | 1  | 11 | 473  | 919 | -446 |

     Avanza a play-offs.

### Play-offs U15
|  | Cuartos de final | Cuartos de final    | Cuartos de final |                     |    | Semifinales         | Semifinales | Semifinales |  |    | Final             | Final | Final |  |
|  |                  |                     |                  |                     |    |                     |             |             |  |    |                   |       |       |  |
|  |                  |                     |                  |                     |    |                     |             |             |  |    |                   |       |       |  |
|  | 1A               | CDSC Puerto Varas   | 2                |                     |    |                     |             |             |  |    |                   |       |       |  |
|  | 1A               | CDSC Puerto Varas   | 2                |                     |    |                     |             |             |  |    |                   |       |       |  |
|  | 2C               | CD Mun. Loncoche    | 0                |                     |    |                     |             |             |  |    |                   |       |       |  |
|  | 2C               | CD Mun. Loncoche    | 0                |                     | 1A | CDSC Puerto Varas   | 2           |             |  |    |                   |       |       |  |
|  |                  |                     |                  |                     | 1A | CDSC Puerto Varas   | 2           |             |  |    |                   |       |       |  |
|  |                  |                     | 3B               | CSD Pumas           | 1  |                     |             |             |  |    |                   |       |       |  |
|  | 2B               | CD Las Ánimas       | 3B               | CSD Pumas           | 1  | 0                   |             |             |  |    |                   |       |       |  |
|  | 2B               | CD Las Ánimas       |                  |                     |    |                     |             |             |  |    |                   |       |       |  |
|  | 3B               | CSD Pumas           | 2                |                     |    |                     |             |             |  |    |                   |       |       |  |
|  | 3B               | CSD Pumas           | 2                |                     |    |                     |             |             |  | 1A | CDSC Puerto Varas | 0     |       |  |
|  |                  |                     |                  |                     |    |                     |             |             |  | 1A | CDSC Puerto Varas | 0     |       |  |
|  |                  |                     | 1B               | Alemán Puerto Varas | 2  |                     |             |             |  |    |                   |       |       |  |
|  | 1B               | Alemán Puerto Varas | 1B               | Alemán Puerto Varas | 2  | 2                   |             |             |  |    |                   |       |       |  |
|  | 1B               | Alemán Puerto Varas |                  |                     |    |                     |             |             |  |    |                   |       |       |  |
|  | 1C               | EMB Frutillar       | 0                |                     |    |                     |             |             |  |    |                   |       |       |  |
|  | 1C               | EMB Frutillar       | 0                |                     | 1B | Alemán Puerto Varas | 2           |             |  |    |                   |       |       |  |
|  |                  |                     |                  |                     | 1B | Alemán Puerto Varas | 2           |             |  |    |                   |       |       |  |
|  |                  |                     | 2A               | CDSC Osorno         | 0  |                     |             |             |  |    |                   |       |       |  |
|  | 2A               | CDSC Osorno         | 2A               | CDSC Osorno         | 0  | 2                   |             |             |  |    |                   |       |       |  |
|  | 2A               | CDSC Osorno         |                  |                     |    |                     |             |             |  |    |                   |       |       |  |
|  | 3A               | CD Valdivia         | 0                |                     |    |                     |             |             |  |    |                   |       |       |  |
|  | 3A               | CD Valdivia         | 0                |                     |    |                     |             |             |  |    |                   |       |       |  |
|  |                  |                     |                  |                     |    |                     |             |             |  |    |                   |       |       |  |

### Campeón U15
|                                            |
| CD Escolar Alemán Puerto Varas 1.er título |
|                                            |

## Fase Zonal U13

### Zona A
| Pos | Equipo            | PTOS | PJ | PG | PP | AF  | EC   | DIF  |
| --- | ----------------- | ---- | -- | -- | -- | --- | ---- | ---- |
| 1.  | CEB Puerto Montt  | 23   | 12 | 11 | 1  | 990 | 527  | 463  |
| 2.  | CDSC Puerto Varas | 21   | 12 | 9  | 3  | 912 | 711  | 201  |
| 3.  | CDSC Osorno       | 20   | 12 | 8  | 4  | 830 | 681  | 149  |
| 4.  | CD ABA Ancud      | 17   | 12 | 5  | 7  | 869 | 816  | 53   |
| 5.  | CD AB Temuco      | 17   | 12 | 5  | 7  | 699 | 657  | 42   |
| 6.  | CD Valdivia       | 16   | 12 | 4  | 8  | 620 | 702  | -82  |
| 7.  | CDSC Achao        | 12   | 12 | 0  | 12 | 226 | 1052 | -826 |

### Zona B
| Pos | Equipo                | PTOS | PJ | PG | PP | AF   | EC  | DIF  |
| --- | --------------------- | ---- | -- | -- | -- | ---- | --- | ---- |
| 1.  | CD Español Osorno     | 24   | 12 | 12 | 0  | 1140 | 535 | 605  |
| 2.  | Alemán Puerto Varas   | 21   | 12 | 9  | 3  | 780  | 635 | 145  |
| 3.  | CSD Pumas Pto Montt   | 19   | 12 | 7  | 5  | 920  | 691 | 229  |
| 4.  | CD Municipal Gorbea   | 19   | 12 | 7  | 5  | 738  | 874 | -136 |
| 5.  | CD Castro             | 16   | 12 | 4  | 8  | 675  | 863 | -188 |
| 6.  | San Francisco de Asís | 15   | 12 | 3  | 9  | 556  | 820 | -264 |
| 7.  | CD Las Ánimas         | 12   | 12 | 0  | 12 | 513  | 904 | -391 |

### Zona C
| Pos | Equipo                 | PTOS | PJ | PG | PP | AF  | EC  | DIF  |
| --- | ---------------------- | ---- | -- | -- | -- | --- | --- | ---- |
| 1.  | Esc. Alemana Paillaco  | 22   | 12 | 10 | 2  | 970 | 524 | 446  |
| 2.  | CD Carahue             | 22   | 12 | 10 | 2  | 939 | 681 | 258  |
| 3.  | CDB La Unión           | 19   | 12 | 7  | 5  | 825 | 686 | 139  |
| 4.  | CD Mun. Loncoche       | 18   | 12 | 6  | 6  | 789 | 807 | -18  |
| 5.  | CEB Purranque          | 18   | 12 | 6  | 6  | 667 | 728 | -61  |
| 6.  | Esc. Municipal Lautaro | 15   | 12 | 3  | 9  | 656 | 934 | -278 |
| 7.  | EMB Frutillar          | 12   | 12 | 0  | 12 | 506 | 992 | -486 |

     Avanza a play-offs.

### Play-offs U13
|  | Cuartos de final | Cuartos de final         | Cuartos de final |                     |    | Semifinales       | Semifinales | Semifinales |  |    | Final             | Final | Final |  |
|  |                  |                          |                  |                     |    |                   |             |             |  |    |                   |       |       |  |
|  |                  |                          |                  |                     |    |                   |             |             |  |    |                   |       |       |  |
|  | 1B               | Español de Osorno        | 2                |                     |    |                   |             |             |  |    |                   |       |       |  |
|  | 1B               | Español de Osorno        | 2                |                     |    |                   |             |             |  |    |                   |       |       |  |
|  | 2C               | CD Carahue               | 0                |                     |    |                   |             |             |  |    |                   |       |       |  |
|  | 2C               | CD Carahue               | 0                |                     | 1B | Español de Osorno | 2           |             |  |    |                   |       |       |  |
|  |                  |                          |                  |                     | 1B | Español de Osorno | 2           |             |  |    |                   |       |       |  |
|  |                  |                          | 2B               | Alemán Puerto Varas | 0  |                   |             |             |  |    |                   |       |       |  |
|  | 2B               | Alemán Puerto Varas      | 2B               | Alemán Puerto Varas | 0  | 2                 |             |             |  |    |                   |       |       |  |
|  | 2B               | Alemán Puerto Varas      |                  |                     |    |                   |             |             |  |    |                   |       |       |  |
|  | 3A               | CDSC Osorno              | 0                |                     |    |                   |             |             |  |    |                   |       |       |  |
|  | 3A               | CDSC Osorno              | 0                |                     |    |                   |             |             |  | 1B | Español de Osorno | 2     |       |  |
|  |                  |                          |                  |                     |    |                   |             |             |  | 1B | Español de Osorno | 2     |       |  |
|  |                  |                          | 3B               | CSD Pumas           | 0  |                   |             |             |  |    |                   |       |       |  |
|  | 1A               | CEB Puerto Montt         | 3B               | CSD Pumas           | 0  | 2                 |             |             |  |    |                   |       |       |  |
|  | 1A               | CEB Puerto Montt         |                  |                     |    |                   |             |             |  |    |                   |       |       |  |
|  | 1C               | Escuela Alemana Paillaco | 0                |                     |    |                   |             |             |  |    |                   |       |       |  |
|  | 1C               | Escuela Alemana Paillaco | 0                |                     | 1A | CEB Puerto Montt  | 0           |             |  |    |                   |       |       |  |
|  |                  |                          |                  |                     | 1A | CEB Puerto Montt  | 0           |             |  |    |                   |       |       |  |
|  |                  |                          | 3B               | CSD Pumas           | 2  |                   |             |             |  |    |                   |       |       |  |
|  | 2A               | CDSC Puerto Varas        | 3B               | CSD Pumas           | 2  | 0                 |             |             |  |    |                   |       |       |  |
|  | 2A               | CDSC Puerto Varas        |                  |                     |    |                   |             |             |  |    |                   |       |       |  |
|  | 3B               | CSD Pumas                | 2                |                     |    |                   |             |             |  |    |                   |       |       |  |
|  | 3B               | CSD Pumas                | 2                |                     |    |                   |             |             |  |    |                   |       |       |  |
|  |                  |                          |                  |                     |    |                   |             |             |  |    |                   |       |       |  |

### Campeón U13
|                               |
| Español de Osorno 2.do título |
|                               |

## Copa Saesa 2024
La Copa Saesa 2024 es un reconocimiento que se le otorga al club que obtiene mejor desempeño entre todas sus series (Desde U13 a adulta U23), incluyendo las Fases Zonales y Playoffs que disputen sus series participantes.

### Tabla General
| Ranking | Zona | Club                           | PTOS |
| ------- | ---- | ------------------------------ | ---- |
| 1.      | B    | CD Escolar Alemán Puerto Varas | 150  |
| 2.      | B    | Español de Osorno              | 147  |
| 3.      | A    | CDSC Puerto Varas              | 140  |
| 4.      | A    | CDSC Osorno                    | 130  |
| 5.      | A    | CD Valdivia                    | 125  |
| 6.      | B    | CSD Pumas de Puerto Montt      | 117  |
| 7.      | C    | CD Carahue                     | 109  |
| 8.      | C    | CD Escuela Alemana de Paillaco | 104  |
| 9.      | C    | EMB Frutillar                  | 97   |
| 10.     | C    | CDB La Unión                   | 95   |
| 11.     | A    | CEB Puerto Montt               | 92   |
| 12.     | B    | CD Las Ánimas                  | 88   |
| 13.     | C    | CD Municipal Loncoche          | 85   |
| 14.     | B    | CD Castro                      | 83   |
| 15.     | C    | CD Escuela Municipal Lautaro   | 76   |
| 16.     | A    | CD ABA Ancud                   | 74   |
| 17.     | B    | CD Municipal Gorbea            | 72   |
| 18.     | A    | CD AB Temuco                   | 71   |
| 19.     | B    | CD San Francisco de Asís       | 66   |
| 20.     | C    | CEB Purranque                  | 65   |
| 21.     | A    | CDSC Achao                     | 64   |

### Campeón Copa Saesa 2024
|                                |
| CD Escolar Alemán Puerto Varas |
|                                |